# Arapoema
Arapoema est une municipalité brésilienne située dans l'État du Tocantins.